# Plasi

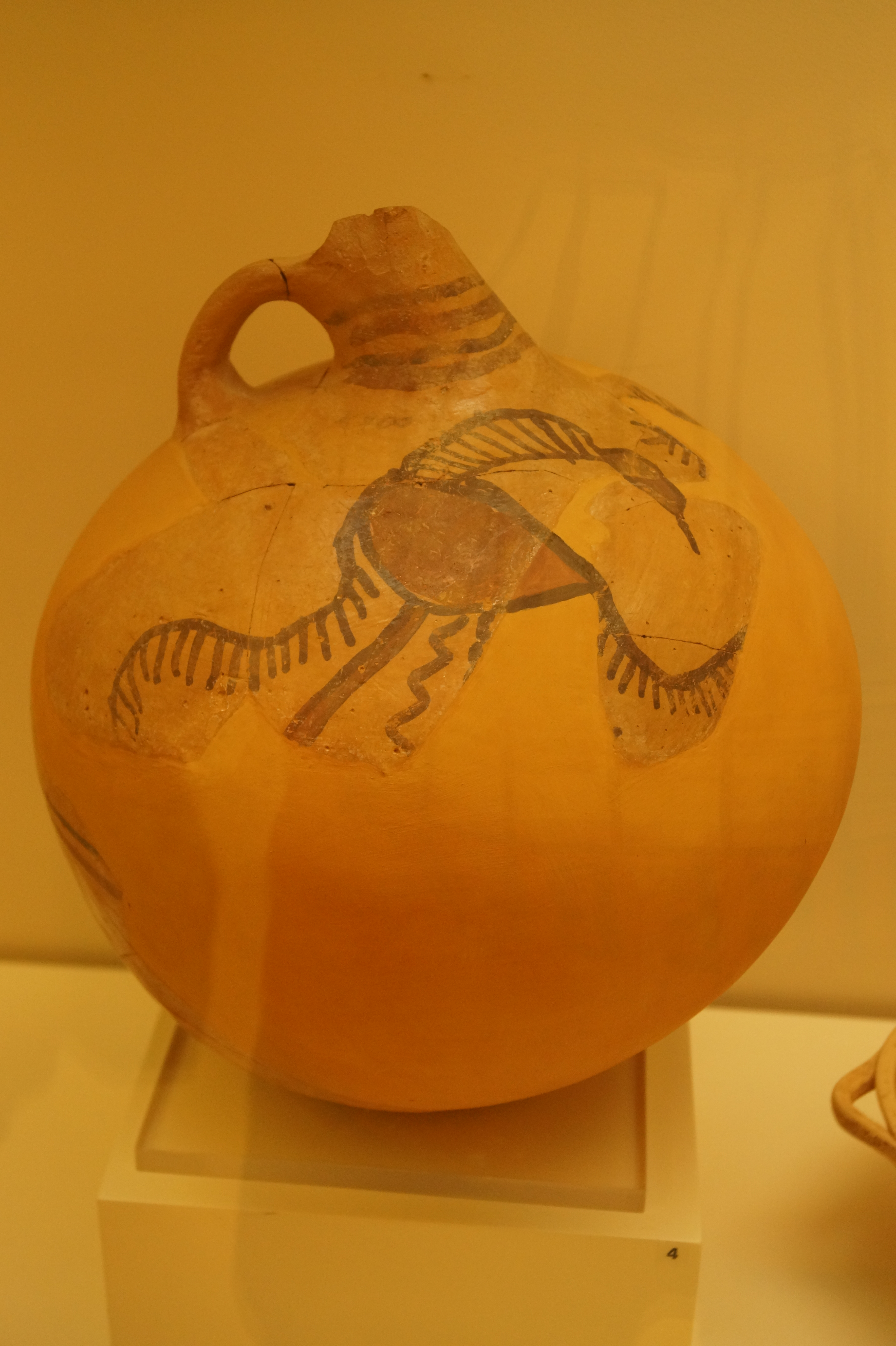
Kykladischer Prochous aus dem mittelhelladischen Megaron von Plasi

Plasi (griechisch Πλάσι = Plateau) ist eine Ausgrabungsstätte in Attika in Griechenland etwa 4 km südöstlich der Stadt Marathon. Die Funde belegen die Anwesenheit von Menschen vom Spätneolithikum bis in frühbyzantinische Zeit, also über einen Zeitraum von mehr als 3000 Jahren. Man vermutet, dass hier die prähistorische Stadt Marathon lag. Die historische Stadt konnte bisher noch nicht lokalisiert werden.

## Erforschung
1969 entdeckte man beim Graben eines Brunnens in 3 m Tiefe späthelladische Tonscherben. Noch im gleichen Jahr begannen der Archäologe Spyridon Marinatos und Efthymios Mastrokostas, der Ephor der Altertümer von Attika, mit Ausgrabungen. Trotz vielversprechender Funde beendete man die Ausgrabungen im folgenden Jahr und die Ergebnisse wurden nur in kurzen Grabungsberichten festgehalten. Eine umfangreiche Veröffentlichung ist bis heute nicht erfolgt. 1979 führte der Griechische Archäologische Service auf dem Gelände eine Notgrabung durch. Die 2. Ephorie für Prähistorische und Klassische Altertümer führte 2006 weitere Ausgrabungen in der Nähe durch. Seit 2014 forscht die Abteilung für Archäologie und Kunstgeschichte der Nationalen und Kapodistrias-Universität Athen hier, führt Grabungen durch, konserviert die Funde und veröffentlicht die Ergebnisse.

## Geschichte
Das Spätneolithikum und der Beginn des Frühhelladikums sind nur durch Funde von Tonscherben fassbar. Erst zu FH II, also etwa Mitte des 3. Jahrtausends v. Chr., wurde die erste Siedlung auf dem Hügel gegründet. Ob zu dieser Zeit oder erst im Mittelhelladikum die Stadtmauer errichtet wurde, konnte noch nicht eindeutig geklärt werden. Aus FH III fand man nur wenig Keramikscherben. Die größte Blüte erlangte die Siedlung zu MH II (2100 – 1800 v. Chr.). Zu dieser Zeit wurden auch ein großes Megaron errichtet und zwei Keramiköfen betrieben. Ende MH III wurde die Siedlung aufgegeben und der Hügel nur noch als Friedhof genutzt. So fand man mehrere Gräber vom Übergang von MH III zu SH I. Am bedeutendsten ist ein frühmykenisches Kriegergrab. Wo die zu diesen Gräbern gehörige Siedlung lag, ist unbekannt. Erst zu SH III A–B wurde der Friedhof aufgegeben und der Ort wieder besiedelt, jedoch nur in geringerem Umfang. Die Siedlung bestand bis SH III C. Aus der geometrischen Zeit fand man nur Gräber. Erst um 700 v. Chr. errichtete man über dem Kriegergrab ein Heiligtum. Wer dort verehrt wurde, ist unbekannt. Möglicherweise wurde der Krieger als Heros verehrt.
Ende der archaischen Zeit um 500 v. Chr. wurde der Ort aufgegeben. Vielleicht stand dies im Zusammenhang mit der Schlacht bei Marathon. Aus der Klassischen und Hellenistischen Zeit fand man nur Tonscherben, aber keine Architekturfragmente. Römische und frühbyzantinische Scherben fand man nördlich des Hügels. Außerdem entdeckte man eine frühbyzantinische Basilika 400 m nordwestlich.

## Beschreibung
Der Hügel erhebt sich etwa 8 m über den Meeresspiegel und hat einen Durchmesser von 120–150 m. Er liegt südwestlich der Mündung des Charadros etwa 250 m von der Küste entfernt. In etwa 1,75 m fand man die mittelhelladische und in 4,30 m die frühhelladische Schicht.

### Megaron
Im südwestlichen Grabungsschnitt fand man ein Megaron von 7 × 14 m. Anhand der Keramik, die man hier fand, kann es in MH II datiert werden. Ein äginetisches und ein kykladisches Gefäß geben einen Hinweis auf die damaligen Handelsbeziehungen. Mit 98 m² ist das Megaron das größte bisher auf dem griechischen Festland bekannte seiner Art. Es war wahrscheinlich ein zentrales Gebäude einer größeren Siedlung. 50 m nördlich fand man ein kleineres Haus aus derselben Zeit. Im westlichen Teil des Grabungsschnitts befinden sich zwei Keramikbrennöfen. Sie sind heute mit Dächern vor der Witterung geschützt.
Unterhalb des Megarons fand man Mauern eines größeren Gebäudes aus gut behauenen Steinen, die vermuten lassen, dass es zu FH II bereits einen Vorgängerbau gab. Südlich des Megarons fand man Mauern weiterer Häuser aus FH. Südwestlich fand man ein Kindergrab aus FH. Es bestand aus einer einfachen Grube. Der Leichnam war auf einer Schicht aus Kieselsteinen abgelegt. Etwa 6 m nördlich des Megarons deckte man einen Abschnitt der 1,50 m dicken Stadtmauer auf. Die Fassaden der Mauer waren aus behauenen Steinen errichtet und das Mauerinnere mit groben Steinen verfüllt.
Ein Kistengrab aus MH III / SH I fand man westlich des Megarons. Hier waren mindestens zwei Erwachsene beigesetzt worden. Die Gebeine wurden nach dem Zerfall der Körper nochmals bewegt. Weitere Kistengräber aus der gleichen Zeit fand man nordöstlich und südlich des Megarons. Sie hatten einen großen Deckstein aus Konglomerat. Alle Gräber lagen nahe an der Außenmauer des Megarons, aber keines innerhalb. Ein Gebäude südöstlich des Megarons datiert man anhand einer zweigriffigen Schale in SH III C.
In einer Schicht oberhalb des Mittelhelladikums fand man ein kleines Kistengrab, in dem ein Kind beigesetzt war. Am Handgelenk trug es einen Armreif aus Eisen und neben seinem Kopf lagen zwei frühgeometrische Gefäße. Als weitere Grabbeigabe gab es einen frühkorinthischen Aryballos mit der Abbildung von Hasen und Löwen.

### Heiligtum
20 m nordöstlich des ersten Grabungsschnitts fand man eine Umfassungsmauer in Polygonalmauerwerk eines archaischen Heiligtums. Es wurde um 700 v. Chr. errichtet. Die Nordwand der Umfassungsmauer hat eine Länge von 26,40 m und die Westwand wurde nur über eine Länge von 19,50 m und die Ostwand über 11 m ausgegraben. Als Votivgaben fand man unter anderem jeweils ein Gefäß im korinthischen und im orientalisierenden Stil und den Kopf einer weiblichen Tonfigur. Im Heiligtum stellte man mehrere aufeinanderfolgende Lehmböden fest. Unter dem Heiligtum fand man ein großes Kistengrab von 1,80 × 0,80 m und 1,50 m Tiefe mit aus Steinen gemauerten Seitenwänden. In dem frühmykenischen Kriegergrab (MH III / SH I) waren nur wenige Knochen verblieben. Die Beigaben bestanden aus 11 Pfeilspitzen aus Obsidian und Feuerstein, einem Bronzeschwert vom Typ A, einer Speerspitze aus Bronze vom Sesklotyp, einem Bronzedolch und einem Bronzemesser. Man nimmt an, dass man beim Bau des Heiligtums die fehlenden Knochen aus dem Grab entfernte, die Grabbeigaben aber unangetastet ließ. Dieser Sachverhalt wäre ein starkes Indiz dafür, dass in dem Heiligtum der Krieger als Heros verehrt wurde.
Im nördlichen Teil des Grabungsschnitts fand man eine große Anzahl Tierknochen, einige Obsidianklingen und Scherben von Trinkgefäßen, vor allem Kylikes, aus SH III A–B. Vermutlich sind dies die Überreste eines oder mehrerer Festmahle. Nördlich des Heiligtums in Grabungsschnitt 3 hatte man 1969 fünf weitere Kistengräber freigelegt, die man ohne weitere Angaben als mittelhelladisch bezeichnet hatte. Diese werden heute anhand der Bauart als mittelhelladisch oder geometrisch angesehen.
Im Norden des Grabungsschnitts hatte man einen weiteren Abschnitt der Stadtmauer mit Tor freigelegt. An dieser Stelle war die Stadtmauer 2,30 m dick. Das Tor wurde im Westen durch einen rechteckigen Turm flankiert, der 2,40 m breit war und 0,8–0,9 m aus der Mauer hervorragte. Man stellte auch einen Weg fest, der von Südosten zum Tor führte.

### Notgrabungen
1979 legte man im Nordosten des Grabungsgeländes ein frühgeometrisches Kriegergrab frei. Der Tote hatte als Grabbeigaben ein Eisenschwert und ein Messer. Bei der Notgrabung im Jahre 2006 deckte man 100 m südöstlich des Megarons Gebäude aus SH III A–B auf.